# I libri di Urania
I libri di Urania è una collana editoriale italiana di fantascienza pubblicata dalla casa editrice Mondadori (Milano) tra il 1992 e il 1996, per un totale di 34 titoli.

## Elenco delle uscite

### 1992
1. Le grandi storie della fantascienza: 1960, a cura di Isaac Asimov
2. Anni senza fine, di Clifford D. Simak
3. L'occhio del purgatorio, di Jacques Spitz
4. Il tempo della Terra, di Robert Silverberg

### 1993
1. I vampiri dello spazio, di Colin Wilson
2. I tre tempi del destino, di Fritz Leiber
3. Guida galattica per gli autostoppisti, di Douglas Adams
4. La Stazione della Stella Morta (The Best of Jack Williamson), di Jack Williamson
5. Anonima aldilà, di Robert Sheckley
6. Violare il cielo, di Robert Silverberg
7. Stanotte il cielo cadrà, di Daniel F. Galouye

### 1994
1. Fuga dal futuro, di Clifford D. Simak
2. Il verde millennio, di Fritz Leiber
3. Le grandi storie della fantascienza: 1961, a cura di Isaac Asimov
4. Il libro del Popolo, di Zenna Henderson
5. Gente delle Stelle, di Zenna Henderson
6. Ristorante al termine dell'Universo, di Douglas Adams
7. La città sostituita, di Philip K. Dick
8. Su e giù per il tempospazio, di John Wyndham
9. Torre di cristallo, di Robert Silverberg
10. L'uomo nell'albero, di Damon Knight
11. La Luna è una severa maestra, di Robert A. Heinlein
12. La vita, l'universo e tutto quanto, di Douglas Adams

### 1995
1. Le grandi storie della fantascienza: 1962, a cura di Isaac Asimov
2. Il paradosso del passato, di Robert Silverberg
3. Utopia, andata e ritorno, di Philip K. Dick
4. Shadrach nella fornace, di Robert Silverberg
5. Addio, e grazie per tutto il pesce, di Douglas Adams
6. Memorie di una astronauta, di Naomi Mitchison
7. Il figlio dell'uomo, di Robert Silverberg
8. Le grandi storie della fantascienza: 1963, a cura di Isaac Asimov
9. Il Grande Tempo, di  Fritz Leiber
10. Occhi verdi, di Lucius Shepard

### 1996
1. Operazione domani, di Robert A. Heinlein